# Valerij Pjatrovics Sarij
Valerij Pjatrovics Sarij (belaruszul: Валерый Пятровіч Шарый, oroszul: Валерий Петрович Шарий, Valerij Petrovics Sarij) (Cserveny, 1947. január 2. –) szovjet színekben olimpiai, világ- és Európa-bajnok belarusz súlyemelő.